# Thorius adelos
La salamandra de la sierra de Juárez (Thorius adelos) es un anfibio caudado de la familia Plethodontidae (salamandras o tlaconetes). En el género Thorius se ubica a los denominados tlaconetes de nariz partida y son de los vertebrados más pequeños que existen en el mundo. Esta salamandra color obscuro mide aproximadamente 21 mm. Sus extremidades son muy cortas y los dígitos están fusionados. 1,2 La especie es endémica de México y se distribuye solo al norte del estado de Oaxaca. 2 Habita el bosque mesófilo de montaña, entre los 1,530 a 2,050 m s. n. m. Vive debajo de hojarasca o de troncos húmedos. 2 La NOM-059-SEMARNAT-2010 considera a la especie como sujeta a protección especial y la UICN2019-1 en peligro de extinción.

## Clasificación y descripción
Es una salamandra de la familia Plethodontidae del orden Caudata. Las especies del género Thorius son de entre los vertebrados más pequeños que existen en el mundo. Esta especie es de talla pequeña. Alcanza una longitud de 21mm. Las extremidades son muy cortas; los dígitos se encuentran fusionados. La coloración del cuerpo es oscura.1,2 Su clasificación es objeto de controversia entre los zoólogos y también ha estado clasificada en los géneros Nototriton y Thorius.3

## Distribución
Endémica de México, se distribuye solo al norte del estado de Oaxaca.2

## Hábitat
Vive entre los 1,530 a 2,050 m.s.n.m. en bosque mesófilo de montaña. Vive debajo de la hojarasca o debajo de los troncos húmedos. Su hábitat natural son los montanos húmedos tropicales o subtropicales.2

## Estado de conservación
Se considera como Sujeta a Protección Especial (Norma Oficial Mexicana 059) y en peligro de extinción en la lista roja de la UICN debido a la destrucción de su hábitat1.